# Bama (Demon Pagong)
Bama is een bestuurslaag in het regentschap Flores Timur van de provincie Oost-Nusa Tenggara, Indonesië. Bama telt 655 inwoners (volkstelling 2010).